# Huta Imbaru (Sosa)
Huta Imbaru is een bestuurslaag in het regentschap Padang Lawas van de provincie Noord-Sumatra, Indonesië. Huta Imbaru telt 147 inwoners (volkstelling 2010).